# La Terroriste (Iarochenko)
Pour les articles homonymes, voir La Terroriste.
La Terroriste (en russe : Террористка) est un tableau du peintre russe Nikolaï Iarochenko, achevé en 1881, dont le sujet (le terrorisme au féminin) est inspiré de Véra Zassoulitch. Il est exposé au musée des beaux-arts de la ville de Kislovodsk en Russie. Il a servi d'esquisse pour un tableau dont on ne possède plus que la description et qui reprenait comme sujet et le château de Lituanie et la femme terroriste et un autre personnage de gardien de prison.

## Histoire
Le sujet du tableau est lié à la prison de Saint-Pétersbourg appelée Château de Lituanie (qui n'existe plus aujourd'hui) et à la tentative d'assassinat par la terroriste Véra Zassoulitch du gouverneur civil de Saint-Pétersbourg Fiodor Fiodorovitch Trepov. Cet évènement a été perçu comme une protestation contre les conditions de détention terribles des prisonniers politiques enfermés au « Château de Lituanie ». Les autorités de police ont interdit d'exposer ce tableau lors de l'exposition des Ambulants qui s'est ouverte le 1er mars 1881 (13 mars dans le calendrier grégorien), jour de l'assassinat d'Alexandre II. Le peintre Nikolaï Iarochenko est assigné à résidence et, de plus, le ministre de l'Intérieur Mikhaïl Loris-Melikov vient l'interroger. Son tableau ne lui a jamais été rendu. Sur les croquis conservés et les esquisses préparatoires, le mot Terroriste est indiqué comme titre du tableau. Cette esquisse du tableau se trouve aujourd'hui au musée des beaux-arts Iarochenko à Kislovodsk. Le musée est installé dans la maison acquise par Iarochenko en 1885.
Mais le tableau dont La Terroriste n'est qu'une esquisse d'une toile plus grande qui avait comme sujet le château de Lituanie lui-même avec deux personnages dont un était la jeune femme terroriste et l'autre une sentinelle. Le château était représenté en couleur sombre. Il ne subsiste de ce tableau que la brève description faite dans la revue Les Nouvelles russes

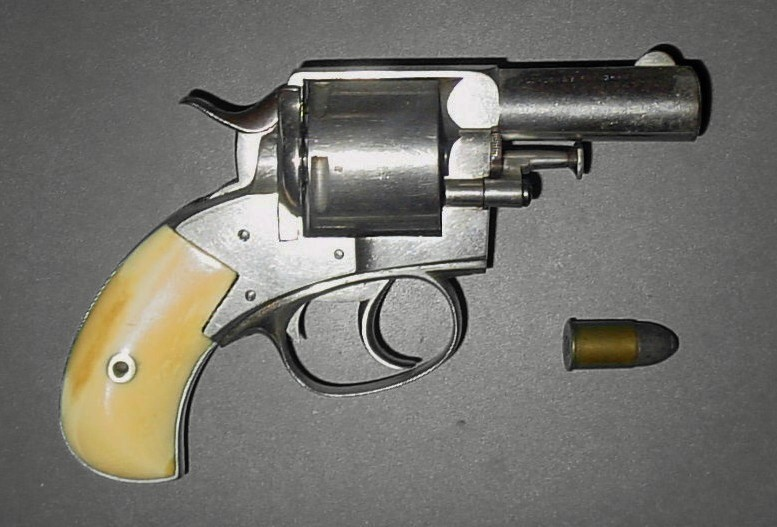
WebleyBBD : type d'arme utilisée par Véra Zassoulitch

## Fiodor Fiodorovitch Trepov
Le 25 juillet 1877 (6 août dans le calendrier grégorien), le gouverneur de Saint-Pétersbourg Fiodor Fiodorovitch Trepov donne l'ordre de fouetter le prisonnier politique Alexeï Stepanovitch Bogolioubov, membre des Narodniki, pour n'avoir pas ôté son chapeau devant lui. Cet ordre du gouverneur Trepov de fouetter de verges est une violation de la loi sur l'interdiction des châtiments corporels, en vigueur dans l'Empire russe depuis le 17 avril 1863 (29 avril dans le calendrier grégorien).
La tentative d'assassinat du gouverneur Trepov accomplie par Véra Zassoulitch le 24 janvier 1878 (5 février dans le calendrier grégorien) est la conséquence de cette violation de la loi. Zassoulitch agit à Saint-Pétersbourg lors d'une réception de Trepov. Elle lui tire deux balles dans le ventre, le blessant grièvement, sans le tuer. Vera Zassoulitch est acquittée le 31 mars 1878 (12 avril dans le calendrier grégorien). Cet acquittement est accueilli favorablement par les milieux libéraux russes, et condamné par les cercles conservateurs de la société.